# Vihtukkajärvi
Vihtukkajärvi är en sjö i Gällivare kommun i Lappland och ingår i Råneälvens huvudavrinningsområde. Sjön har en area på 0,0892 kvadratkilometer och ligger 394,4 meter över havet. Vihtukkajärvi ligger i Granlandet Natura 2000-område.

## Delavrinningsområde
Vihtukkajärvi ingår i det delavrinningsområde (740926-173936) som SMHI kallar för Utloppet av Venetjärvi. Medelhöjden är 378 meter över havet och ytan är 15,54 kvadratkilometer. Det finns inga avrinningsområden uppströms utan avrinningsområdet är högsta punkten. Siekajoki som avvattnar avrinningsområdet har biflödesordning 2, vilket innebär att vattnet flödar genom totalt 2 vattendrag innan det når havet efter 163 kilometer. Avrinningsområdet består mestadels av skog (64 procent) och sankmarker (35 procent). Avrinningsområdet har 0,22 kvadratkilometer vattenytor vilket ger det en sjöprocent på 1,4 procent.